# گانوتاون (ویرجینیای غربی)
گانوتاون (به انگلیسی: Ganotown) یک منطقهٔ مسکونی در ایالات متحده آمریکا است که در شهرستان برکلی، ویرجینیای غربی واقع شده‌است.